# Victor Ferreyra
Victor Ferreyra, född 24 februari 1964, är en argentinsk tidigare fotbollsspelare.
Victor Ferreyra spelade 2 landskamper för det argentinska landslaget.